# Pararge thyria
Pararge thyria är en fjärilsart som beskrevs av Hans Fruhstorfer 1909. Pararge thyria ingår i släktet Pararge och familjen praktfjärilar. Inga underarter finns listade i Catalogue of Life.